# 니콜 스탬프

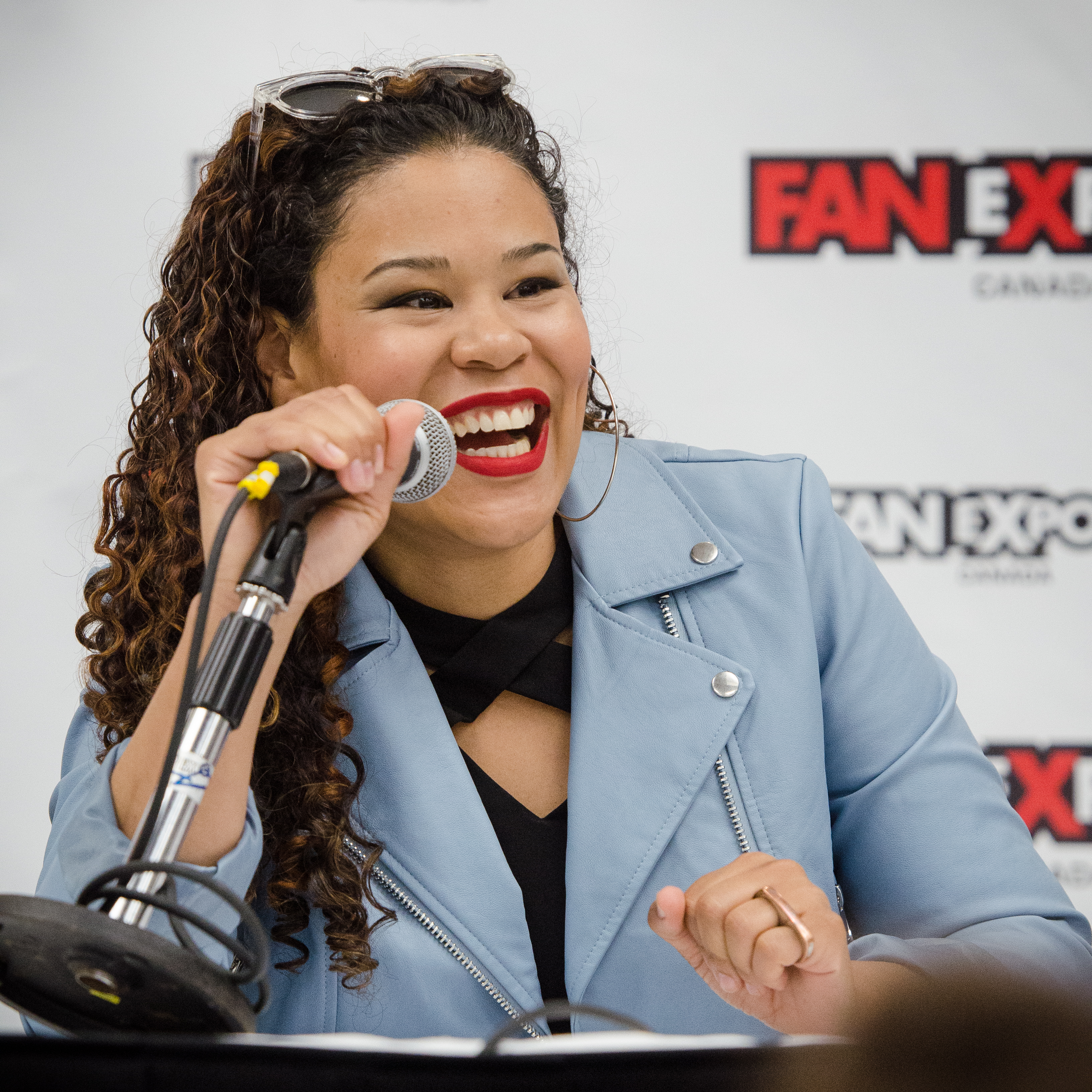

니콜 스탬프(Nicole Stamp, 1950년 ~ )는 캐나다의 TV 사회자, 배우, 각본가, 작가, 영화 프로듀서이다.
에토비코에서 태어났다.

## 영화
- 코버트 어페어즈 1 (2010년)
- 토일렛 (2010년)
- 겨울 이야기(영어판) (2007년)